# Samsung Internet
Samsung Internet Browser (kortweg Samsung Internet) is een mobiele webbrowser voor smartphones en tablets, ontwikkeld door Samsung Electronics. De browser, die gebaseerd is op het open-source Chromium-project, wordt voor-geïnstalleerd op Samsung Galaxy-apparaten en kan sinds 2015 gedownload worden vanuit de Google Play. 
Volgens StatCounter had Samsung Internet bij mobiel internetgebruik in juli 2023 een marktaandeel van 4,3% over de hele wereld.